# Comuna Zastavți, Stara Sîneava
Zastavți (în ucraineană Заставці) este o comună în raionul Stara Sîneava, regiunea Hmelnîțkîi, Ucraina, formată din satele Cehî, Ileatka, Krasnosilka, Șcerbani și Zastavți (reședința).

## Demografie
Componența lingvistică a comunei Zastavți
     Ucraineană (99,03%)
     Alte limbi (0,96%)
Conform recensământului din 2001, majoritatea populației comunei Zastavți era vorbitoare de ucraineană (99,03%), existând în minoritate și vorbitori de alte limbi.